# Petru Dumitriu
Petru Dumitriu (ur. 8 maja 1924 w Baziaș, zm. 2002 w Metzu) – rumuński pisarz.

## Życiorys
Pisał w języku rumuńskim, francuskim i niemieckim. W 1943 zadebiutował powieścią Nocturna in München, w 1945 otrzymał nagrodę za najlepszą nowelę roku (Argonautica). W latach 50. był jednym z głównych przedstawicieli socrealizmu w rumuńskiej literaturze, w 1951 opublikował socrealistyczną powieść Droga bez kurzu (wyd. pol. 1953). Jego późniejsze powieści charakteryzuje refleksja nad filozoficznymi i religijnymi aspektami ludzkiej egzystencji. W 1960 wyemigrował do RFN. Na emigracji opublikował powieści Incognito (1962), L'Extrême-Occident (1964) i La liberté (1983). Pisał także eseje, m.in. Au Dieu inconnu (1979).